# Pseudochromis flammicauda
Pseudochromis flammicauda, thường được gọi là cá đạm bì đuôi lửa, là một loài cá biển thuộc chi Pseudochromis trong họ Cá đạm bì. Loài này được mô tả lần đầu tiên vào năm 1976.

## Phân bố và môi trường sống
P. flammicauda phân bố ở phía tây Thái Bình Dương, là loài đặc hữu của nước Úc, được tìm thấy tại rạn san hô Great Barrier, bang Queensland và các rạn san hô ở Biển San Hô. P. flammicauda thường sống xung quanh những khu vực có nhiều rạn san hô hoặc những mỏm đá ngầm ở gần bờ, thường ở độ sâu khoảng 3 – 10 m.

## Mô tả
P. flammicauda trưởng thành dài khoảng 5,5 cm và là loài dị hình giới tính. P. flammicauda đực có thân màu lam xám sẫm; đầu và đuôi có màu đỏ cam hoặc vàng cam. Cá mái và cá con có màu nâu xám sẫm. Mống mắt màu đỏ cam.
Số gai ở vây lưng: 3; Số vây tia mềm ở vây lưng: 23 - 25; Số gai ở vây hậu môn: 3; Số vây tia mềm ở vây hậu môn: 13 - 14; Số vây tia mềm ở vây ngực: 17 - 19; Số gai ở vây bụng: 1; Số vây tia mềm ở vây bụng: 5.
Thức ăn của P. flammicauda có lẽ là rong tảo và các sinh vật phù du nhỏ. Thường sống đơn độc hoặc thành đôi vào mùa sinh sản. Không rõ P. flammicauda có được đánh bắt để phục vụ cho ngành thương mại cá cảnh hay không.